# Filipijnse spoorkoekoek
De Filipijnse spoorkoekoek (Centropus viridis) is een spoorkoekoek uit de familie van de Koekoeken die alleen voorkomt in de Filipijnen.
Deze soort heet in het Filipijns Sabukot en in het Tagalog Tsabukot. In de Visayas wordt de soort Saguksuk of Kokok genoemd.

## Algemeen
De Filipijnse spoorkoekoek is gemiddeld van grootte. De verschillende ondersoorten zijn te onderscheiden door de kleuren en de grootte. De volwassen exemplaren van C. v. carpenteri en C. v. mindorensis zijn geheel zwart met een groene gloed erdoorheen, waarbij de eerste groter is, terwijl C. v. major en C. v. viridis kastanjekleurige vleugels hebben, waarbij de laatste de kleinere van de twee is. De snavel en poten zijn zwart en de ogen bloedrood.
Het mannetje van C. v. viridis wordt inclusief staart zo'n 42 centimeter en heeft een vleugellengte van 16 centimeter. Het vrouwtje wordt zo'n 44 centimeter met een vleugellengte van 17 centimeter.

## Ondersoorten en verspreiding
De Filipijnse spoorkoekoek telt vier ondersoorten:
- C. v. major: Babuyaneilanden
- C. v. viridis: Luzon (eilandengroep), Visayas, Mindanao en Jolo
- C. v. mindorensis: Mindoro en Semirara
- C. v. carpenteri: Bataneilanden

## Leefgebied
De Filipijnse spoorkoekoek komt voor in vele biotopen. Ze zijn te vinden in grasland, gemengde bosjes en bossen tot een hoogte van 2000 meter. Ze leven meestal alleen of in paartjes

## Voortplanting
De voortplanting vindt plaats in de maanden mei en juni. De nesten van deze vogels zijn meestal op minder dan 2 meter van de grond en zijn koepelvormig. Ze zijn moeilijk te vinden en hebben ook een zijingang. Gewoonlijk worden twee tot drie eieren per keer gelegd.